# Průlomové údolí

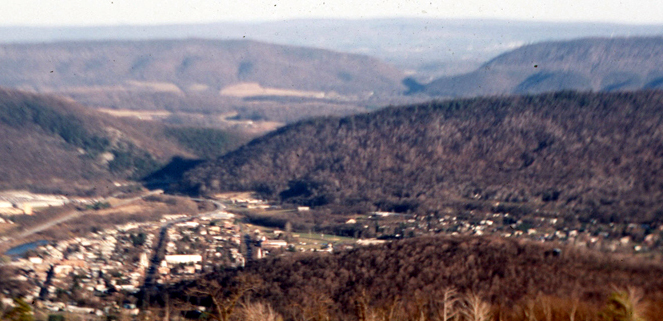
Dvě za sebou jdoucí průlomová údolí vytvořená řekou Juniata v Pensylvánii v USA

Průlomová údolí jsou říční údolí, která spojují dvě níže položené oblasti skrz výše položenou oblast. Díky tomu často představují nejvýhodnější spojnici přes vysočiny a často jimi procházejí cesty, silnice a železnice.

## Geologie
Průlomová údolí mohou vzniknout třemi způsoby:
- Antecedence: vodní tok protéká plochou krajinou, jejíž část se postupně začne působením tektonických sil zdvihat. Pokud vodní tok prohlubuje údolí rychleji, než probíhá výzdvih, řeka si podrží svůj směr.
- Epigeneze: vodní tok se po snížení erozní báze zařezává do neodolných hornin a nezmění svůj směr ani po dosažení tvrdého skalního podloží
- Zpětná eroze: Pokud leží jedna strana pohoří níže než druhá a dopadá na ni větší množství srážek, mohou vodní toky z této strany pohoří proříznout jeho hlavní hřeben a spojit se s toky z druhé strany původního rozvodí

Antecedence a epigeneze jsou procesy schopné vytvoření mnohem rozsáhlejších útvarů, než jsou průlomová údolí. Například Grand Canyon řeky Colorado vznikl jejich kombinací.
Horní tok řeky nad průlomovým údolím může být načepován jiným vodním tokem. Z říčního údolí se tak stane nízko položený průsmyk. Tento typ terénu se vyskytuje v Appalačském pohoří v povodí řeky Shenandoah 
Průlomová údolí mohou v závislosti na rozsahu překonávané vysočiny dosahovat různých délek, řádově od stovek metrů až po stovky kilometrů.

## Příklady

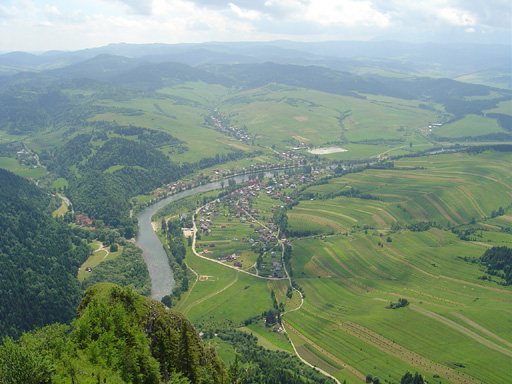
Dunajec tekoucí na obrázku zprava doleva vstupuje do svého průlomu přes Pieniny poblíž obce Červený Kláštor

### Česko
- Porta Bohemica – průchod Labe z Polabské do Středoevropské nížiny mezi Lovosicemi a Pirnou přes České středohoří, Děčínskou vrchovinu a Saské Švýcarsko
- údolí Ohře mezi Ostrovem a Kláštercem zařezávající se mezi Krušné hory a Doupovské hory
- průchod Tiché Orlice přes hlavní hřeben Orlických hor
- Zemská brána a průchod Litickým hřbetem na Divoké Orlici
- průlomy Moravské Sázavy a Třebůvky skrz Zábřežskou vrchovinu
- údolí řek Svratky, Bobravy a Jihlavy procházející Bobravskou vrchovinou. Průlom Jihlavy je překlenut Ivančickým viaduktem
- Vlárský průsmyk přetínající Bílé Karpaty

### Zahraničí
- Železná vrata na Dunaji na rumunsko-srbské hranici
- Strečniansky priesmyk na řece Váh skrz pohoří Malá Fatra (Slovensko), důležitá dopravní tepna
- Průlom Dunajce skrz pohoří Pieniny na polsko-slovenské hranici
- Průlom Hornádu
- Pass Lueg a soutěska Salzachöfen na řece Salzach u Salcburku v Rakousku
- soutěska řeky Columbia procházející skrz Kaskádové pohoří na hranici států Oregon a Washington
- Tři Soutěsky na řece Jang-c’-ťiang mezi Sečuánskou kotlinou a Ťiangchanskou dolinou v Číně
- hlavní hřebeny Karákoramu a Velkého Himálaje svými průlomovými údolími protlo více řek. Nejznámější z nich jsou tyto: Indus, Satladž, Ghághra, Gandak a Dihang
- soutěska řeky Inn (Vornbacher Enge) v úseku Vornbach-Wernstein v Rakousku
- Průsmyk Turnu Roșu, kterým Olt překonává pásmo Jižních Karpat